# Ed Whitfield

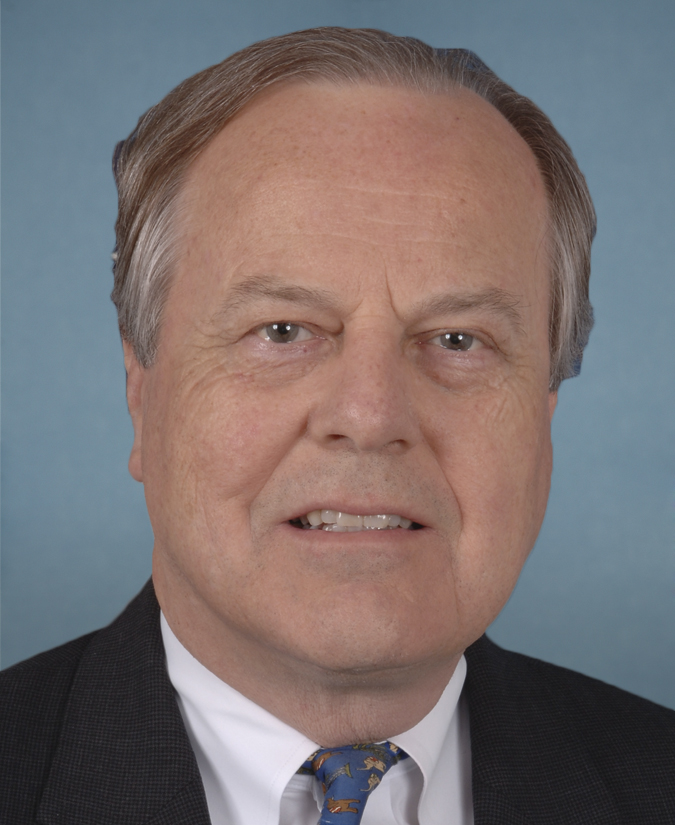
Ed Whitfield

Wayne Edward „Ed“ Whitfield (* 25. Mai 1943 in Hopkinsville, Kentucky) ist ein US-amerikanischer Politiker. Von 1995 bis 2016 vertrat er den Bundesstaat Kentucky im US-Repräsentantenhaus.

## Werdegang
Ed Whitfield besuchte bis 1961 die Madisonville High School. Danach studierte er bis 1965 an der University of Kentucky in Lexington. Anschließend absolvierte er das Wesley Theological Seminary und die American University in Washington, D.C. Nach einem Jurastudium an der University of Kentucky und seiner 1969 erfolgten Zulassung als Rechtsanwalt begann er in diesem Beruf zu arbeiten. Von 1967 bis 1973 war Whitfield auch Mitglied der Reserve der United States Army. Außerdem war er Geschäftsmann in der freien Wirtschaft. In den Jahren 1991 bis 1993 fungierte er als Berater von Edward Philbin, dem Vorsitzenden der Interstate Commerce Commission.
Whitlfield schloss sich zunächst der Demokratischen Partei an. Zwischen 1973 und 1975 saß er als deren Abgeordneter im Repräsentantenhaus von Kentucky. Bei den Kongresswahlen des Jahres 1994 wurde er dann aber als Republikaner im ersten Wahlbezirk von Kentucky in das US-Repräsentantenhaus in Washington gewählt, wo er am 3. Januar 1995 die Nachfolge des ihm zuvor unterlegenen Demokraten Tom Barlow antrat. Nachdem er bei den folgenden Kongresswahlen jeweils bestätigt wurde, konnte Whitfield sein Mandat bis zu seinem Rücktritt am 6. September 2016 ausüben. Er war Mitglied im Energie- und Handelsausschuss sowie in drei von dessen Unterausschüssen. Innerparteilich gehörte er zur eher moderaten Republican Main Street Partnership.
Whitfield setzt sich für militärische Belange sowie für Kohle- und Kernkraftwerke ein. Er selbst ist Aktionär in der Ölbranche. Ed Whitfield ist verheiratet. Seine Frau Constance war früher Staatssekretärin im US-Innenministerium.
Ende September 2015 kündigte Whitfield an, sich bei der Wahl im November 2016 nicht wieder bewerben zu wollen und schlug seinen Mitarbeiter Michael Pape als Nachfolger vor. Am 31. August 2016 gab Whitfield dann seinen vorzeitigen Rücktritt zum 6. September 2016 bekannt. Dies stand auch damit in Zusammenhang, dass gegen ihn eine Untersuchung wegen ethischen Fehlverhaltens eingeleitet worden war. Whitfield soll seiner als Lobbyistin tätigen Ehefrau Vorteile verschafft haben. Etwas später verkündete er dann seinen Eintritt in eine Lobbyfirma mit Sitz in Washington. Durch den Rücktritt wird eine Sonderwahl für den Rest der Amtsperiode bis Januar 2017 notwendig, die zeitgleich zur regulären Wahl abgehalten wird. Whitfields Mitarbeiter Pape unterlag bei den republikanischen Vorwahlen dem Landwirtschaftsbeauftragten von Kentucky, James Comer, der dann auf den Demokraten Sam Gaskins traf. Bei den Wahlen setzte sich dann Comer gegen Gaskins durch und wurde Whitfields Nachfolger als Kongressabgeordneter.